# Чемпионат Чехословакии по хоккею с шайбой 1948/1949
Чемпионат Чехословакии по хоккею с шайбой 1948/1949 — 13-й сезон чехословацкой хоккейной лиги. В 13-й раз подряд чемпионат выиграл клуб ЛТЦ Прага.

## Формат
После коммунистического переворота 1948 года система розыгрыша и состав участников чемпионата Чехословакии претерпели изменения. Бронзовый призёр прошлогоднего чемпионата Стадион Подоли был расформирован, его место в чемпионате заняла армейская команда АТК Прага. Формула турнира была такая же, как в сезоне 1936/37: 1-круговой турнир с участием 8-ми команд. Две последние команды выбывали в низшую лигу. Чемпионом в 13-й раз подряд стал клуб ЛТЦ Прага, выигравший все 7 матчей. Финалист последних лет ЧЛТК, проиграв все игры, занял последнее место.

## Турнирная таблица
| №  | Команда           | И | В | Н | П | ГЗ | ГП | О  |
| -- | ----------------- | - | - | - | - | -- | -- | -- |
| 1. | ЛТЦ Прага         | 7 | 7 | 0 | 0 | 70 | 23 | 14 |
| 2. | Слован Братислава | 7 | 4 | 1 | 2 | 30 | 30 | 9  |
| 3. | АТК Прага         | 7 | 4 | 0 | 3 | 39 | 29 | 8  |
| 4. | Ческе-Будеёвице   | 7 | 4 | 0 | 3 | 31 | 32 | 8  |
| 5. | Зброёвка Брно     | 7 | 3 | 1 | 3 | 33 | 42 | 7  |
| 6. | Спарта Прага      | 7 | 3 | 0 | 4 | 28 | 26 | 6  |
| 7. | Простеёв          | 7 | 2 | 0 | 5 | 22 | 46 | 4  |
| 8. | ЧЛТК Прага        | 7 | 0 | 0 | 7 | 21 | 46 | 0  |

## Лучшие бомбардиры
1. Владимир Забродски (ЛТЦ) — 19 шайб
2. Станислав Конопасек (ЛТЦ) — 14
3. Йозеф Шток (АТК) — 13

## Состав чемпиона
Вратари
Богумил Модры, Якуб Владик
Защитники
Олдржих Забродски, Йозеф Троусилек, Олдржих Немец, Пршемысл Гайны
Нападающие
Владимир Забродски, Станислав Конопасек, Аугустин Бубник, Вацлав Розиняк, Милослав Хароузд, Иржи Гайны
Тренер — Антонин Водичка